# Aleksander Stripunski
Aleksander Stripunski, ukr. Олександр Стріпунський, ang. Alexander Stripunsky  (ur. 18 sierpnia 1970) – ukraiński szachista, reprezentant Stanów Zjednoczonych od 1997,  arcymistrz od 1998 roku.

## Kariera szachowa
Jeden z pierwszych sukcesów odniósł w 1990, zajmując II m. (za Jurijem Kruppą) w Chersoniu. W 1998, 2000 oraz 2001 zwyciężył w Nassau, natomiast w 2001 podzielił I m. (wspólnie z Aleksandrem Wojtkiewiczem, Joelem Benjaminem i Fabianem Döttlingiem) w turnieju U.S. Open w Framingham oraz zajął II m. (za Igorem Nowikowem) w Nowym Jorku. W 2004 zajął II m. (za Zwiadem Izorią) w Filadelfii (turniej Liberty Bell Open), natomiast w 2005 zdobył w San Diego tytuł wicemistrza Stanów Zjednoczonych oraz wystąpił w Chanty-Mansyjsk w turnieju o Puchar Świata, w I rundzie przegrywając z Ołeksandrem Areszczenko. W 2007 podzielił I m. w turniejach Foxwoods Open w Mashantucket (wspólnie ze Zwiadem Izorią, Ildarem Ibragimowem i Gatą Kamskim) oraz World Open w Filadelfii (wspólnie z m.in. Jewgienijem Najerem, Warużanem Akobianem i Aleksandrem Szabałowem), w 2008 zwyciężył w Sturbridge (turniej Continental Open) oraz Waszyngtonie (turniej Atlantic Open, wspólnie z Siergiejem Erenburgiem), natomiast w 2009 podzielił I m. (wspólnie z m.in. Giorgim Kaczeiszwilim i Zbynkiem Hrackiem) w Nowym Jorku. W 2010 podzielił I m. (wspólnie z Gatą Kamskim i Rayem Robsonem) w turnieju Philadelphia Open w Filadelfii.
Najwyższy ranking w dotychczasowej karierze osiągnął 1 października 2006, z wynikiem 2597 punktów zajmował wówczas 9. miejsce wśród amerykańskich szachistów.